# Dawson City: tiempo congelado
Dawson City: tiempo congelado (título internacional: Dawson City: Frozen Time) es una película documental estadounidense de 2016 escrita, editada y dirigida por Bill Morrison, producida por Morrison y Madeleine Molyneaux. Proyectada por primera vez en la sección de competencia de Orizzonti en el 73° Festival Internacional de Cine de Venecia, la película detalla la historia de la remota ciudad de Dawson City en Yukón, desde la fiebre del oro de Klondike hasta el Dawson Film Find de 1978: un descubrimiento de 533 carretes de nitrato que contiene numerosas películas perdidas. Las películas mudas recuperadas, enterradas debajo de una pista de hockey en 1929,incluían cortos, largometrajes y secuencias de noticieros de varios eventos, como la Serie Mundial de 1919.

## Respuesta de la crítica
Dawson City: tiempo congelado ha recibido críticas positivas de los críticos. Rotten Tomatoes informa un índice de aprobación del 100% basado en 62 reseñas, con un promedio ponderado de 8.10/10. El consenso del sitio dice: "Dawson City: tiempo congelado toma una mirada paciente al pasado a través de imágenes de películas perdidas hace mucho tiempo que revelan mucho más que vislumbres de la vida a través de la lente de la cámara". Dawson City: tiempo congelado apareció en más de 100 listas de críticos de las mejores películas de 2017, y en numerosas listas de las mejores películas de la década de 2010, incluidas las de Associated Press,Los Angeles Times, y Vanity Fair.